# Belšina
Belšina (bělorusky Белшына) je běloruská firma zabývající se výrobou pneumatik. Sídlí ve městě Babrujsk a od roku 2007 je součástí státem vlastněného koncernu Belneftechim.
Rozhodnutí o jejím založení přijala sovětská vláda roku 1963. Výstavba závodu začala v roce 1965 a výroba v něm byla zahájena v roce 1972. Název vznikl zkrácením výrazu „Belaruskaja šina“ (Běloruská pneumatika), do roku 1992 se podnik jmenoval Babrujskšina. 
Belšina vyrábí více než 180 typů pneumatik pro osobní i nákladní automobily, autobusy a traktory, přibližně 90 % z nich je radiálních. Vyváží své výrobky do 44 zemí, největším obchodním partnerem je Rusko. V roce 2020 měl podnik 8 239 zaměstnanců. Je hlavním sponzorem fotbalového klubu FK Belšina Babrujsk.
V roce 2011 byla Belšina zařazena na sankční seznam USA. Sankce byly zrušeny v roce 2015 a obnoveny v roce 2021 po potlačení protivládních protestů, které proběhly i v této továrně, přidala se k nim i Evropská unie, Japonsko a Švýcarsko. V roce 2024 Tribunál Evropské unie sankce anuloval s vysvětlením, že firma nepředstavuje pro běloruský režim významný zdroj příjmů.